# René de Ceccatty
René de Ceccatty (Tunisi, 1º gennaio 1952) è uno scrittore e traduttore francese.

## Biografia
Narratore e drammaturgo, è anche autore di importanti saggi letterari e traduttore di autori quali Moravia, Pasolini, Leopardi, Petrarca, Dante, Umberto Saba, Patrizia Cavalli, Edith Bruck, Giuseppe Bonaviri, Andrea De Carlo, Daniele Del Giudice, Rosita Steenbeek, Nico Naldini, Salvatore S. Nigro, Dacia Maraini, Paolo Barbaro, Alberto Savio, Roberto Bazlen, Sandro Penna, Enrico Palandri, Stefano D'Arrigo, Mario Pomilio, Giuseppe Berto, Raffaele La Capria. Per il teatro ha scritto alcuni drammi e adattato, tra le altre, opere di Moravia, Copi, Horace Walpole, spesso messe in scena da Alfredo Arias e recitate, tra le altre, da Claudia Cardinale, Isabelle Adjani, Anouk Aimée, Adriana Asti. Ha collaborato con Giorgio Ferrara per la regia di Don Giovanni al Festival dei Due Mondi del 2017. Insieme con Giorgio Ferrara ha curato i libretti di tre opere liriche (Minotauro, Proserpina, Epistulae Heroidum) tutte commissionate dal Festival dei Due Mondi e composte da Silvia Colasanti. I suoi libri sono tradotti in italiano da Mondadori, Bompiani, Archinto, Costa & Nolan, InSchibboleth, Neri Pozza.

## Opere principali

### Narrativa
- L'extrémité du monde, Paris, Denoël, 1985, Motifs, 2007
- Babel des mers: roman, Paris, Gallimard, 1986
- L' or et la poussière: récit, Paris, Gallimard, 1986
- La Sentinelle du rêve, Paris, Michel de Maule, 1988, Seuil, Points, 1997
- L' etoile rubis: roman, Paris, Julliard, 1990 (trad. it. La stella rubino, Genova, Costa & Nolan, 1992)
- Le diable est un pur hasard: nouvelles, Paris, Mercure de France, 1993
- L' accompagnement, Paris, Gallimard, 1994 (trad. it. L'accompagnamento, Roma, InSchibboleth 2022)
- Aimer, Paris, Gallimard, 1996
- Consolation provisoire, Paris, Gallimard, 1998
- L'éloignement, Paris, Gallimard, 2000
- Fiction douce, Paris, Seuil, 2002
- Une fin, Paris, Seuil, 2004
- Le Mot amour, Paris, Gallimard, 2005 (trad. it. La parola amore, Milano, Archinto, 2010)
- L' hote invisible: roman, Paris, Gallimard, 2007
- Raphaël et Raphaël: roman, Paris, Flammarion, 2012
- Objet d'amour: roman, Paris, Flammarion, 2015
- Enfance, dernier chapitre, Paris, Gallimard, 2017
- Mes années japonaises, Paris, Mercure de France, 2019
- Le Soldat indien, Bordeaux, Canoë, 2022

### Saggistica
- Sibilla: vita artistica e amorosa di Sibilla Aleramo, Milano, Mondadori, 1992. Ristampa, Inschibboleth, 2021.
- Violette Leduc: eloge de la Batarde, Paris, Stock, 1994, 2013
- Laure et Justine, Paris, JC Lattes, 1996
- Sur Pier Paolo Pasolini, Le Faouet, Editions du Scorff, 1998, Rocher, 2005
- Pier Paolo Pasolini, Paris, Gallimard, 2005
- Maria Callas, Paris, Gallimard, 2007
- Alberto Moravia, Paris, Flammarion, 2010 (trad. it., Milano, Bompiani, 2010)
- Noir souci, Paris, Flammarion, 2011 (trad. it. Amicizia e passione, Leopardi a Napoli, Milano, Archinto, 2014)
- Se souvenir et oublier, con Adriana Asti, Roma, Portaparole, 2011. Ricordare e dimenticare, ibid.
- Un renoncement, Paris, Flammarion, 2013
- Mes Argentins de Paris, Paris, Séguier, 2014
- Elsa Morante, Une vie pour la littérature, Paris, Tallandier, 2018 (trad. it. Sandra Petrignani, Neri Pozza, 2020)
- Le Christ selon Pasolini, préface et anthologie, Paris, Bayard, 2018
- Monsieur Miroir, la vie extravagante de Serge Tamagnot, Canoë, 2025